# Proteoarchaeota
Candidatus Proteoarchaeota (auch Proteoarchaea) ist eine vorgeschlagene Supergruppe in der Domäne der Archaeen.

## Systematik
Die phylogenetische Beziehung dieser Gruppe wird noch diskutiert (Stand 6. Juni 2025).
- Einen vorgeschlagenen Hauptzweig bildet das 2024 als offizielles Taxon eingerichtete Reich Thermoproteati, früher mit provisorischer Bezeichnung „TACK-Superphylum“ (benannt nach den ersten Buchstaben der ihr zugeordneten „Gründungsmitglieder“, damals Thaum-, Aig-, Cren- und Korarchaeota genannt) alias „Filarchaeota“.[7]
- Einen weiteren vorgeschlagenen Hauptzweig bildet das Reich Promethearchaeati der Asgard-Archaeen[8] (benannt nach Asgard, dem Reich der Götter in der nordischen Mythologie).

Die Systematik der Gruppe ist ungefähr wie folgt:
Supergruppe Proteoarchaea [„Proteoarchaeota“ Petitjean, Deschamps, López-García, Moreira 2014]
- Reich Promethearchaeati Imachi et al. 2024 [früher Asgard-Archaeen]
  - Phylum Promethearchaeota Imachi et al. 2024
    - Klasse „Candidatus Asgardarchaeia“ Tamarit et al. 2024 (Asgard-Archaeen s. s.), mit
Spezies „Ca. Asgardarchaeum abyssi“
    - Klasse „Candidatus Atabeyarchaeia“ Valentin-Alvarado et al. 2024
    - Klasse „Candidatus Baldrarchaeia“ Liu et al. 2021
    - Klasse „Candidatus Borrarchaeia“ Liu et al. 2021
    - Klasse „Candidatus Freyarchaeia“ Valentin-Alvarado et al. 2024
    - Klasse „CandidatusHeimdallarchaeia“ Rinke et al. 2021 [früher Uncultured Archaeal Phylum 3 (UAP3/AAG)]
    - Klasse „Candidatus Hermodarchaeia“ Liu et al. 2021
    - Klasse „Candidatus Jordarchaeia“ Sun et al. 2021 [Jordiarchaeia (GTDB)]
    - Klasse „Candidatus Njordarchaeia“ Xie et al. 2022
    - Klasse „Candidatus Odinarchaeia“ Tamarit et al. 2022 [bzw. „Ca. Odinarchaeia“ Vogel et al. 2021]
    - Klasse Promethearchaeia Imachi et al. 2024 [„Ca. Lokiarchaeia“ Spang et al. 2015;[2] c__Lokiarchaeia (GTDB)], mit
Spezies „Ca. Lokiarchaeum ossiferum“, Promethearchaeum syntrophicum und den Helarchaeen[9]
    - Klasse „Candidatus Sifarchaeia“ Sun et al. 2021
    - Klasse „Candidatus Wukongarchaeia“ Liu et al. 2021
    - Klasse c__LC30 (früher in GTDB)[10]
    - Mitglieder ohne Klassenzuordnung

- Reich Thermoproteati Guy & Ettema 2024 (früher „TACK-Superphylum“)
  - Phylum „Candidatus Augarchaeota“ corrig. Nunoura et al. 2011 [„Ca. Aigarchaeota“ Nunoura et al. 2011]
  - Phylum „Candidatus Nezhaarchaeota“ Wang et al. 2019[11][12][13]
  - Phylum Thermoproteota Garrity & Holt 2021 [bzw. „Thermoproteota“ Whitman et al. 2018, „Thermoproteaeota“ Oren et al. 2015]
    - Klasse „Ca. Bathyarchaeia“ McGonigle et al. 2019
    - Klasse „Ca. Korarchaeia“ Rinke et al. 2021
    - Klasse „Ca. Methanomethylicia“ corrig. Vanwonterghem et al. 2016 [inkl. früherer „Ca. Verstraetearchaeota“][11][12][13]
    - Klasse „Ca. Methanosuratincolia“ Wu et al. 2024
    - Klasse Nitrososphaeria Stieglmeier et al. 2014 [früher „Ca. Thaumarchaeota“ Brochier-Armanet et al. 2008[14]]
    - Klasse Thermoprotei Reysenbach 2002 [„Thermoproteia“ Oren et al. 2016, früher Crenarchaeota Cavalier-Smith 2002]
    - Mitglieder ohne Klassenzuordnung

## Phylogenie
Unter den Proteoarchaea, finden sich die nächsten prokaryotischen Verwandten der Eukaryoten (Kernzeller). Hinweise darauf gab es schon vor Entdeckung der ersten Asgard-Archaeen aus dem bereits zuvor bekannten TACK-Superphylum (heute Reich Thermoproteati). Zunächst war noch unklar, ob die Eukaryoten eine Schwesterlinie zu den Asgard-Archaeen darstellen, oder mitten aus ihnen entspringen. Mit der Identifizierung immer weiterer Untergruppen der Asgard-Archaeen konnten aber unter diesen immer nähere Verwandtschaftskandidaten identifiziert werde, so dass letzteres immer wahrscheinlicher wird. Zur Eukaryogenese waren im Wesentlichen zwei Schritte nötig: Die Bildung eines echten Zellkerns und die Aufnaheme von α-Proteobakterien als Proto-Mitochondrien. Als nächste Archaeen-Verwandten der Eukaryoten gelten (Stand 2023) die zu den Heimdallarchaeia zählenden Hodarcheales, die Kandidaten für die Proto-Mitochondrien wurden früher in der α-Proteobakterien-Ordnung Rickettsiales gesucht, seit 2023 wird die zwischenzeitlich gefundene und mit den Rickettsiales weitläufig verwandte Ordnung Iodidimonadales favorisiert.
Die um die Eukaryoten ergänzte Klade der Asgard-Archaeen wird gelegentlich „Eukaryomorpha“ genannt, gleich ob die Eukaryoten neben oder innerhalb der Asgard-Archaeen entsprungen sind. Diese würden dann ihrerseits das Schwestertaxon zur „TACK-Gruppe“ bilden.
Zhang et al. (2025) sehen die Eukaryoten als Schwestergruppe der Heimdallarchaeen. Den letzten gemeinsamen Vorfahren der heutigen Asgard-Archaeen und Eukaryoten nennen sie „LAECA“ (Last Asgard archaea and Eukaryote Common Ancestor).

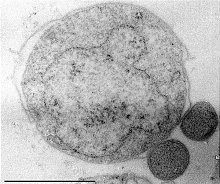
Ignicoccus hospitalis, Crenarchaeota, mit angehefteten Nanoarchaeum equitans

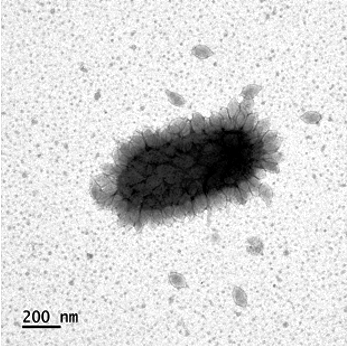
Nitrosopumilus maritimus (Thaumarchaeota) mit teils anhaftenden Virionen von Nitrosopumilus spindle-shaped virus 1 (Thaspiviridae).

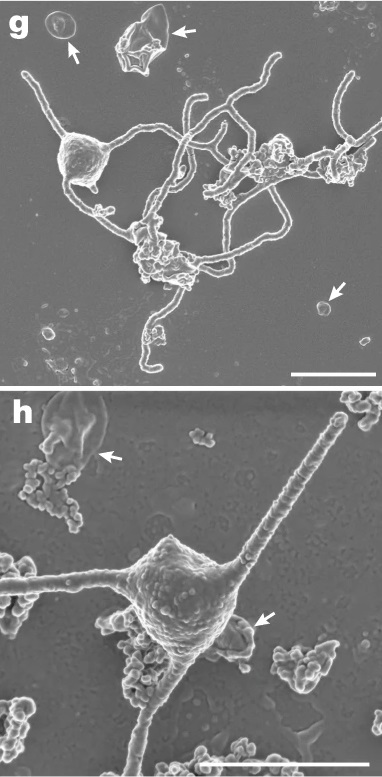
REM-Aufnahmen von Prometheoarchaeum syntrophicum alias Lokiarchaeota sp. MK-D1 (Lokiarchaeota) mit langen verzweigte (g) und geraden (h) Membranausstülpungen. Balken 1 μm.